# Edosa platyphaea
Edosa platyphaea är en fjärilsart som beskrevs av Edward Meyrick 1926. Edosa platyphaea ingår i släktet Edosa och familjen äkta malar.
Artens utbredningsområde är Sarawak. Inga underarter finns listade i Catalogue of Life.